# Jerome Conn
Jerome W. Conn (New York, 24 settembre 1907 – Naples, 11 giugno 1994) è stato un medico statunitense specializzato in endocrinologia.
È conosciuto per la sua descrizione della sindrome di Conn o dell'iperaldosteronismo primario.

## Biografia
Conn ha studiato per tre anni presso l'Università di Rutgers prima di entrare nella Medical School di Michigan presso Ann Arbor nel 1928. La Grande Depressione del 1929 ha reso difficile per la sua famiglia sostenere la sua formazione, ma le sorelle con i propri stipendi hanno pagato gli studi del futuro dottore.
Si è laureato con lode nel 1932 e ha iniziato un tirocinio in chirurgia prima di passare alla medicina interna. Conn ha lavorato presso la Divisione di Investigazione Clinica dove ha lavorato sotto Louis H. Newburgh sul rapporto tra l'obesità e il diabete mellito non insulino-dipendente. Conn ha dimostrato che la tolleranza del carboidrato normale potrebbe essere raggiunta in 20/21 soggetti quando hanno raggiunto il peso normale. È stato collega nel 1935 e assistente professore nel 1938.
Dal 1943 Conn ha assunto la direzione della Divisione di Endocrinologia e ha avviato un'indagine sull'adattamento del personale militare a climi caldi come nel Pacifico del Sud. Ha scoperto che l'escrezione di sodio nel sudore, nell'urina e nella saliva è ridotta in tali circostanze.
Alla Società di Ricerca Clinica, Conn ha presentato un paziente di trentanove anni che si lamentava della debolezza episodica delle gambe inferiori, quasi alla paralisi, con spasmi muscolari periodici e crampi nelle sue mani per un periodo totale di sette anni. Dopo una vasta ricerca ha trovato una condizione chiamata iperaldosteronismo primario, in seguito chiamata sindrome di Conn. Erano presenti elevati livelli di aldosterone nel sangue, provenienti da un adenoma surrenale.
Conn ha scritto un totale di 284 articoli e capitoli di libri ed è stato riconosciuto come un tutor che stimola gli altri nella ricerca. La sua clinica ha condotto per anni ricerche sull'iperaldosteronismo.
Conn è stato nominato da L.H. Newburgh professore universitario nel 1968.